# Smolnik (okres Bieszczady)
Smolnik (ukrajinsky Смільник), také Smolnik nad Sanem je vesnice v polském Podkarpatském vojvodství, v okrese Bieszczady, v gmině Lutowiska. Nachází se nad řekou San u vojvodské silnice č. 896. Vesnice je součástí starostenské vesnice Lutowiska.

## Historie
Název usedlosti je odvozován od ukrajinského смола (polsky smoła, česky smůla), pravděpodobně zde byla osada smolařů, kteří bránili hranice před sousedními loupežnými bandami. Jiná varianta se přiklání k temné – smolné vodě potoka Smolniczek, která byla zbarvena vyvěrající ropou. První písemné zmínky o pravoslavné farnosti Smolniku pocházejí z daňového registru sanockého panství z roku 1589. Vesnice byla osídlena podle valašského práva po roce 1530 a byla zde postavena první cerkev. Pod pravoslavnou cerkev patřil Smolnik a sousední ves Procisne. V době tatarských nájezdů byla cerkev vypálená. V polovině 19. století majitelem vesnice byla Krystyna Niemczewska a rodina Adel. Ve Smolniku byla první naleziště ropy a její těžba probíhala už před rokem 1884. Od 16. srpna 1945 byl součástí Lvovského obvodu Ukrajinské sovětské socialistické republiky (USSR). Uzavřením dohody o vytyčení hranic mezi SSSR a PLR z 15. února 1951 bylo území Smolnika začleněno k Polsku, původní obyvatelé byli vystěhování do USSR, část obyvatel se usídlila ve vsi Gavrilovka v Chersonské oblasti USSR. V letech 1951–1960 byla vesnice zničena, mimo historickou cerkev z roku 1791.
V letech 1975–1998 oblast patřila pod administrativu Krośnieńského vojvodství.

## Počet obyvatel
V roce 1880 ve Smolniku žilo 562 obyvatel v 67 domech, z toho bylo 371 řeckokatolického vyznání, 74 židovského, 83 římskokatolického a 34 jiného vyznání. V roce 1921 bylo 433 osob řeckokatolického, 79 židovského, 64 římskokatolického a 4 jiného vyznání.
| rok  | počet obyvatel | počet domů |  |
| ---- | -------------- | ---------- |  |
| 1880 | 562            | 67         |  |
| 1921 | 580            | 87         |  |
| 1931 | 713            | 117        |  |
| 1938 | 604            |            |  |
| 1950 | 270            | 47         |  |
| 1960 | 141            |            |  |
| 1978 | 194            |            |  |
| 1991 | 173            |            |  |
| 2004 | 182            |            |  |
| 2011 | 180            |            |  |

V roce 2011 žilo ve Smolniku 88 žen a 92 mužů.
První zmínka o škole je z roku 1848, učitelem byl Ivan Szczymczszak, který vyučoval 11 dětí. V roce 1895 byla postavená nová škola, vyučování začalo až v roce 1904 v jednotřídce s ruským vyučovacím jazykem. V období první světové války byla škola zničena a obnovena až v roce 1922. V roce 1930 byla vyučovacím jazykem ukrajinština.

## Průmysl, zemědělství
V roce 1876 byla ve Smolniku uvedena do provozu první parní pila v Západních Bieszczadech, která patřila české firmě Jozef & Jakub Kohn. Na závěr 19. století byla v činnosti druhá parní pila, cihelna, koželužna, závod na výrobu oleje, mlékárna a dva mlýny.
Na území Smolniku po druhé světové válce působil Státní statek Smolnik (polsky Państwowe Gospodarstwo Rolne Smolnik) a nová pila v místě staré pily Kohnů. V roce 1982 tyto závody převzala firma Igloopol.

## Památky
Území Smolnika se nachází v Chráněné krajinné oblasti sanovského údolí (Park Krajobrazowy Doliny Sanu).
V místě původní vesnice se nachází řeckokatolická cerkev sv. Archanděla Michaela z roku 1791 (celkem čtvrtá, která byla postavena na tomto místě) bojkovského typu. Cerkev je vdálena asi 1 km na sever od Smolníka. Je zařazena na Stezce dřevěné architektury v Podkarpatském vojvodství a je zapsána v Seznamu světového dědictví UNESCO. V letech 1969–1970 byla opravena, pokryta šindelem. V roce 1973 se stala součástí římskokatolické farnosti Lutowiska a od té doby je farním kostelem. Za cerkvi byl hřbitov, na kterém byly v roce 1988 obnoveny tři dochované historické pískovcové náhrobky.